# Lord Vinheteiro
Fabricio André Bernard Di Paolo, beter bekend onder zijn artiestennaam Lord Vinheteiro, is een Braziliaans pianist, multi-instrumentalist, muziekproducent en youtuber. Hij is bekend geworden door het spelen van pianocovers en zijn komische filmpjes met piano en andere instrumenten op zijn YouTubekanaal, waar hij anno 2024 meer dan zeven miljoen abonnees heeft. Zijn video's zijn in totaal meer dan één miljard keer bekeken.

## Etymologie
De naam van zijn kanaal is afgeleid van de Lord Music Academy, waarvoor Di Paolo werkzaam is.

## Carrière
Vinheteiro begon op zijn achtste met piano- en vioollessen. Na de middelbare school studeerde hij aan het kunstinstituut van de Universiteit van São Paulo, maar rondde zijn studie niet af. Wel heeft hij een diploma diergeneeskunde behaald, maar door zijn muziekcarrière oefent hij dat beroep niet uit. Naast piano- en vioolspeler is Vinheteiro muziekproducent en geluidstechnicus. Ook is hij autodidact op de klavecimbel, elektrische basgitaar, gitaar, drums, synthesizer en accordeon.
In 2008 maakte hij zijn YouTubekanaal aan onder de naam Lord Vinheteiro. Hij speelt er pianocovers van klassieke nummers uit televisieseries, films, anime en videospellen. Hij genoot al vrij snel succes met zijn video's, waarvan enkele zelfs viraal gingen, en nam deel aan Braziliaanse televisieprogramma's als Jornal Nacional en The Noite com Danilo Gentili. Ook trad hij in China op met lokale muzikanten. Zijn YouTubevideo's worden wereldwijd bekeken.
In 2023 en 2024 speelde Lord Vinheteiro samen met Fábio Lima.

## Stijl
Vinheteiro maakt afwisselend serieuze en komische filmpjes. Een terugkerend fenomeen in zijn video's is dat hij tijdens het spelen met een stijf gezicht in de camera naast hem kijkt.
Vinheteiro spreekt zowel Portugees als Engels.

## Privéleven
In 2019 kreeg Vinheteiro een relatie met technologisch analiste Roberta Klein, die ook meermaals in zijn video's verschenen is. In 2024 werd hun eerste kind geboren.